# 圖-204
圖-204（羅馬化：Tu-204）是一款由俄羅斯圖波列夫公司所設計的雙引擎飛機，被認為與波音757同等级的客機，用以取代老舊的圖-154系列等三引擎噴射機。

## 設計
圖波列夫設計局在1960年代末期推出圖-154客機後，圖波列夫便成為社會主義國家民航飛機的主要供應商。然而，西方國家的航空科技發展一日千里，前蘇聯製的客機漸漸落後於時代。因此前蘇聯等國家需要一款先進的中型客機，用以取代圖-154。1980年代，三引擎客機的設計漸漸被淘汰。1981年8月11日苏联部长会议发布782-230号命令，正式启动了图-204项目的研制，苏联航空工业部长伊万·西拉耶夫要求该机油耗必须是图-154的一半，并采用当时苏联最先进的系统、航空电子设备、通信设备和飞行计算机。图波列夫设计局開發團隊並因而對新客機的設計作出改動，考虑过各种布局，最终采用了与同期开始研制的波音757相似的窄体双发布局，两者在最大起飞重量也接近。
图-204从一开始设计就采用了苏联最先进的航空技术，以將蘇聯製的客機提升到現代化的水平。其大展弦比机翼是与莫斯科中央流体力学研究院（TsAGI）合作研制的，采用超临界翼型来降低巡航阻力。机翼翼尖、发动机挂架和翼身连接点也经过气动优化，机身天线、传感器、空速管和其他突出部分都被减到最小，如无法避免，则外形会进行优化以改善空气动力学性能。为了进一步降低阻力，图-204还安装了一个系统，用于将燃油从机翼油箱抽送到垂尾内部，使重心后移降低平尾和机身的负载，并减小因此产生的配平阻力。在下降过程中，系统会把燃油泵回机翼油箱。机身制造上广泛使用最新的轻质铝合金和复合材料，共减重约1200千克。通过使用经铣削加工的大尺寸金属蒙皮，机身蒙皮接缝被降到最低，机翼更是完全没有蒙皮接缝，进一步减少了阻力和结构重量。采用蘇聯第一款电传飞控系统，用精密的电气接口取代了操纵杆与控制面之间的物理连接。以多功能顯示器為主的玻璃座艙。当时，仅有协和式客机和A320采用电传飞控技术。该机PS-90A涡扇发动机的全权限数字发动机控制系统（FADEC）更是一个大跃进。

## 投產
首架原型机图-204（CCCP-64001）直到1989年1月2日才在茹科夫斯基首飞，而此时波音757已经运营了5年。然而，蘇聯解體後，俄羅斯經濟下滑，許多航空公司紛紛搶購西方國家生產的飛機，圖-204雖然技術上先進，但在性能上不能與西方國家生產的飛機媲美，加上前蘇聯與西方國家缺乏交流，與外界隔絕，失去國內客戶後，也未能吸引第三世界的航空公司購買，因此銷售一直不佳。進度進一步拖累，1994年12月得到適航證。1996年2月23日，首架图-204在伏努科沃航空公司投入运营，执飞莫斯科-矿水城之间的定期航班。圖-204的優點是價格便宜，比巴西航空工業E系列便宜約500萬美元。2022年，圖波列夫图-204的喀山製造廠版本图-214重新開始生產。

## 設計特色
與前蘇聯製造的客機相比，圖-204有以下特色：
- 線傳飛控
- 玻璃座艙
- 翼端帆
- 採用西方國家的航空電子學科技
- 首次採用西方國家的引擎-羅爾斯·羅伊斯RB211-535

## 型號

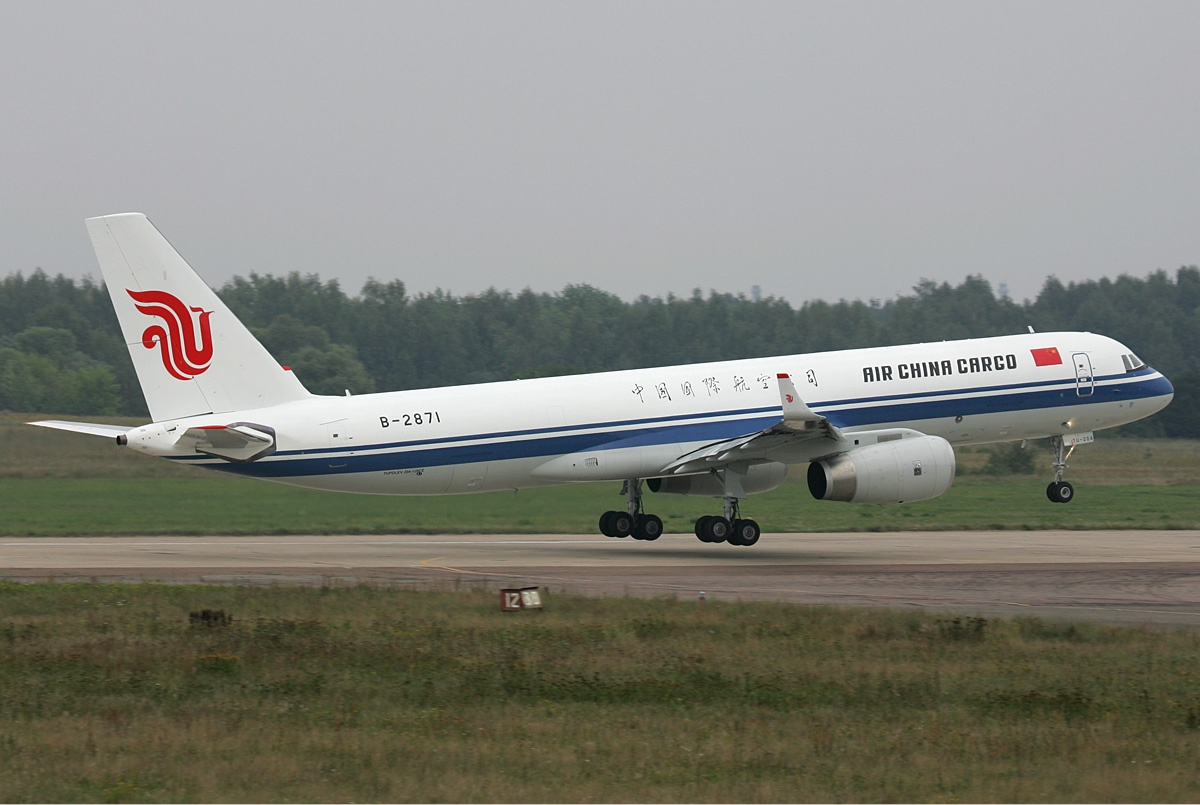
一架中國國際貨運航空的圖-204-120CE

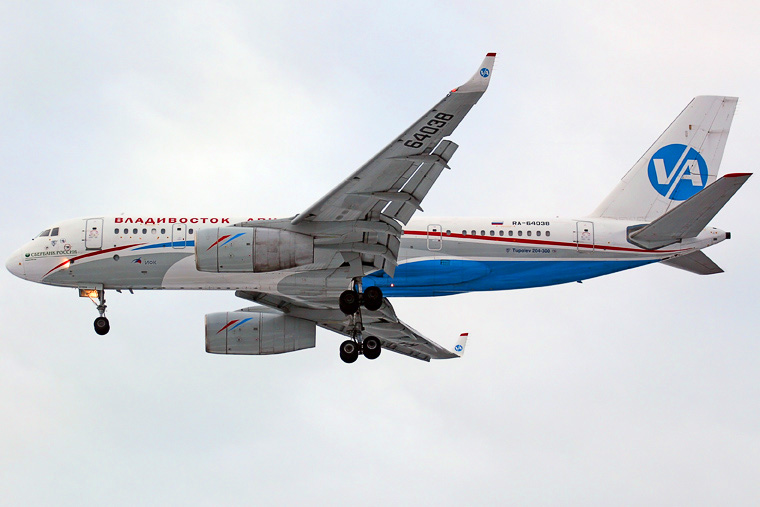
一架海參崴航空的圖-204-300

### 100
基本型，經濟艙以3+3排列方式，設計與西方民航機相近，但規格和性能都比757遜色。最大航程為6500公里。

### 120/-120C
採用羅爾斯·羅伊斯引擎，比俄製產品推力高近9000磅，主要用於出口用途，首個客戶是開羅航空。最大航程為6300公里。而-120C則是貨機型號，採用與波音757相同的勞斯萊斯RB211-535引擎，首個客戶是開羅航空。因為波音757的停產，勞斯萊斯也不再提供圖-204引擎，因此此型號也停產。
中國人民解放軍空軍目前亦有一架同款的技術測試機，前身為中國國際貨運航空的貨機，於2008年交付。2011年，該機售予軍方，並以閻良試飛院為基地，曾用作測試殲-20戰鬥機雷達的平台，及後改作空中加油機，以測試運油-20加油機的技術。

### 200/200C/220/220C
-200採用俄製引擎，-220採用與波音757相同的勞斯萊斯RB211-535引擎，航程更遠，一樣設有貨機型號。因為波音757的停產，勞斯萊斯也不再提供圖-204引擎，因此此型號也停產。

### 300
機身縮短6公尺，以兩具PS-30A2引擎驅動，載客量為166人。最大航程為9300公里。

### 500
-300型的改良版，巡航速度增加至0.84馬赫。

### 214
一直為圖波列夫生產圖-204的俄羅斯航天之星飛機集團本身並沒有生產該飛機，而是以圖-214名義生產。圖-214與圖-204不同的是，圖-214有三道門及一道逃生門，而圖-204只有兩道門及兩道逃生門。最大航程為6700公里。

## 規格
|                              | 204-100                          | 204-120                          | 214                             | 204-300                         | 204SM                           |
| ---------------------------- | -------------------------------- | -------------------------------- | ------------------------------- | ------------------------------- | ------------------------------- |
| 机员数量                     | 3                                | 3                                | 3                               | 3                               | 2                               |
| 座位数                       | 190 (单舱) 172 (双舱) 210 (最大) | 190 (单舱) 172 (双舱) 210 (最大) | 210 (单舱) 180 (双舱)           | 156 (单舱) 142 (双舱)           |                                 |
| 长度                         | 46.14（151英尺5英寸）            | 46.14（151英尺5英寸）            | 46.14（151英尺5英寸）           | 40.19（131英尺10英寸）          |                                 |
| 翼展                         | 41.8（137英尺2英寸）             | 41.8（137英尺2英寸）             | 41.8（137英尺2英寸）            | 41.8（137英尺2英寸）            | 41.8（137英尺2英寸）            |
| 翼面积                       | 184.2平方（1,983平方英尺）       | 184.2平方（1,983平方英尺）       | 184.2平方（1,983平方英尺）      | 184.2平方（1,983平方英尺）      | 184.2平方（1,983平方英尺）      |
| 高度                         | 13.9（45英尺7英寸）              | 13.9（45英尺7英寸）              | 13.9（45英尺7英寸）             | 13.9（45英尺7英寸）             | 13.9（45英尺7英寸）             |
| 机身宽                       | 3.8（12英尺6英寸）               | 3.8（12英尺6英寸）               | 3.8（12英尺6英寸）              | 3.8（12英尺6英寸）              | 3.8（12英尺6英寸）              |
| 机身长                       | 4.1（13英尺5英寸）               | 4.1（13英尺5英寸）               | 4.1（13英尺5英寸）              | 4.1（13英尺5英寸）              | 4.1（13英尺5英寸）              |
| 客舱宽度                     | 3.57（11英尺9英寸）              | 3.57（11英尺9英寸）              | 3.57（11英尺9英寸）             | 3.57（11英尺9英寸）             | 3.57（11英尺9英寸）             |
| 客舱高度                     | 2.16（7英尺1英寸）               | 2.16（7英尺1英寸）               | 2.16（7英尺1英寸）              | 2.16（7英尺1英寸）              | 2.16（7英尺1英寸）              |
| 最大起飞重量（MTOW）         | 105,000（231,000磅）             | 103,000（227,000磅）             | 110,750（244,160磅）            | 107,000（236,000磅）            |                                 |
| 最大着陆重量                 | 88,000（194,000磅）              | 88,000（194,000磅）              | 93,000（205,000磅）             | 88,000（194,000磅）             |                                 |
| 最大负载                     | 21,000（46,000磅）               | 21,000（46,000磅）               | 25,200（55,600磅）              | 18,000（40,000磅）              |                                 |
| 起飞所需跑道长（MTOW情况下） | 1,780（5,840英尺）               | 1,780（5,840英尺）               | 2,030（6,660英尺）              | 1,870（6,140英尺）              |                                 |
| 实用升限                     | 12,100（39,700英尺）             | 12,100（39,700英尺）             | 12,100（39,700英尺）            | 12,100（39,700英尺）            | 12,200（40,000英尺）            |
| 巡航速度                     | 810至850 km/h（500至530 mph）    | 810至850 km/h（500至530 mph）    | 810至850 km/h（500至530 mph）   | 810至850 km/h（500至530 mph）   | 810至850 km/h（500至530 mph）   |
| 最大速度                     | 900 km/h（560 mph）              | 900 km/h（560 mph）              | 900 km/h（560 mph）             | 900 km/h（560 mph）             | 900 km/h（560 mph）             |
| 航程 (最大负载情况下)        | 4,300（2,700英里）               | 4,100（2,500英里）               | 4,340（2,700英里）              | 5,800（3,600英里）              |                                 |
| 最大载油量                   | 35,700（78,700磅）               | 35,700（78,700磅）               | 35,700（78,700磅）              | 36,000（79,000磅）              |                                 |
| 發動機 (x 2)                 | PS-90A                           | Rolls-Royce RB211-535E4          | PS-90A                          | PS-90A                          | PS-90A2                         |
| 最大推力(x 2)                | 157 kN 16,000 Kgf; 35,274 lbf    | 192 kN 19,000 Kgf; 43,100 lbf    | 158.2 kN 16,140 Kgf; 35,582 lbf | 158.2 kN 16,140 Kgf; 35,582 lbf | 171.6 kN 17,500 Kgf; 38,581 lbf |

资料来源: 联合飞机公司, 图波列夫,

## 意外事故
- 2010年3月22日，Aviastar-TU航空1906号航班（英语：Aviastar-TU Flight 1906） ，一架注册号为RA-64011的图-204-100在莫斯科多莫杰多沃国际机场进近时坠入树林中，机上仅有的八名机组人员受伤，但是没有人员死亡。事發之後，俄羅斯航空署公告暫時禁止Aviastar-TU航空（英语：Aviastar-TU） 執行乘客運輸任務[5]。
- 2012年12月29日，红翼航空9268号班机，一架注册号为RA-64047的图-204-100B客机在 伏努科沃国际机场着陆过程中冲出跑道，造成机上仅有的8名机组成员[6][7]中，5人不幸遇难[6][8][9]。
- 2016年7月22日，高丽航空JS251号航班，一架注册号为P-632的图-204-300型客机因机舱疑似出现火情而备降在沈阳桃仙国际机场，未造成人员伤亡。调查结果是机舱行李架下方的客舱喇叭烧蚀[10]。
- 2017年5月25日，同样是高丽航空JS251号航班，同样是注册号为P-632的图-204-300型客机，在爬升至巡航高度9000米时一块襟翼掉落，飞机随后返航平壤，未造成人员伤亡，这是此架客机发生的第二次较严重事故。由于朝鲜高丽航空飞机老旧，经费不足而维护困难，导致故障频发，高丽航空被Skytrax连续四年评为全球最差，也是全球唯一一家1星级航空公司。
- 2022年1月8日清晨4点36分，一架注册号为为RA-64032的俄罗斯航星航空货机在杭州萧山国际机场起飞前起火，机上8名机组人员全部被救出后转移。起火后，飞机断成两截报废[11][12]。